# Hygrochroa sericea
Hygrochroa sericea är en fjärilsart som beskrevs av William Schaus 1895. Hygrochroa sericea ingår i släktet Hygrochroa och familjen silkesspinnare. Inga underarter finns listade i Catalogue of Life.